# Lilla Rosenvik

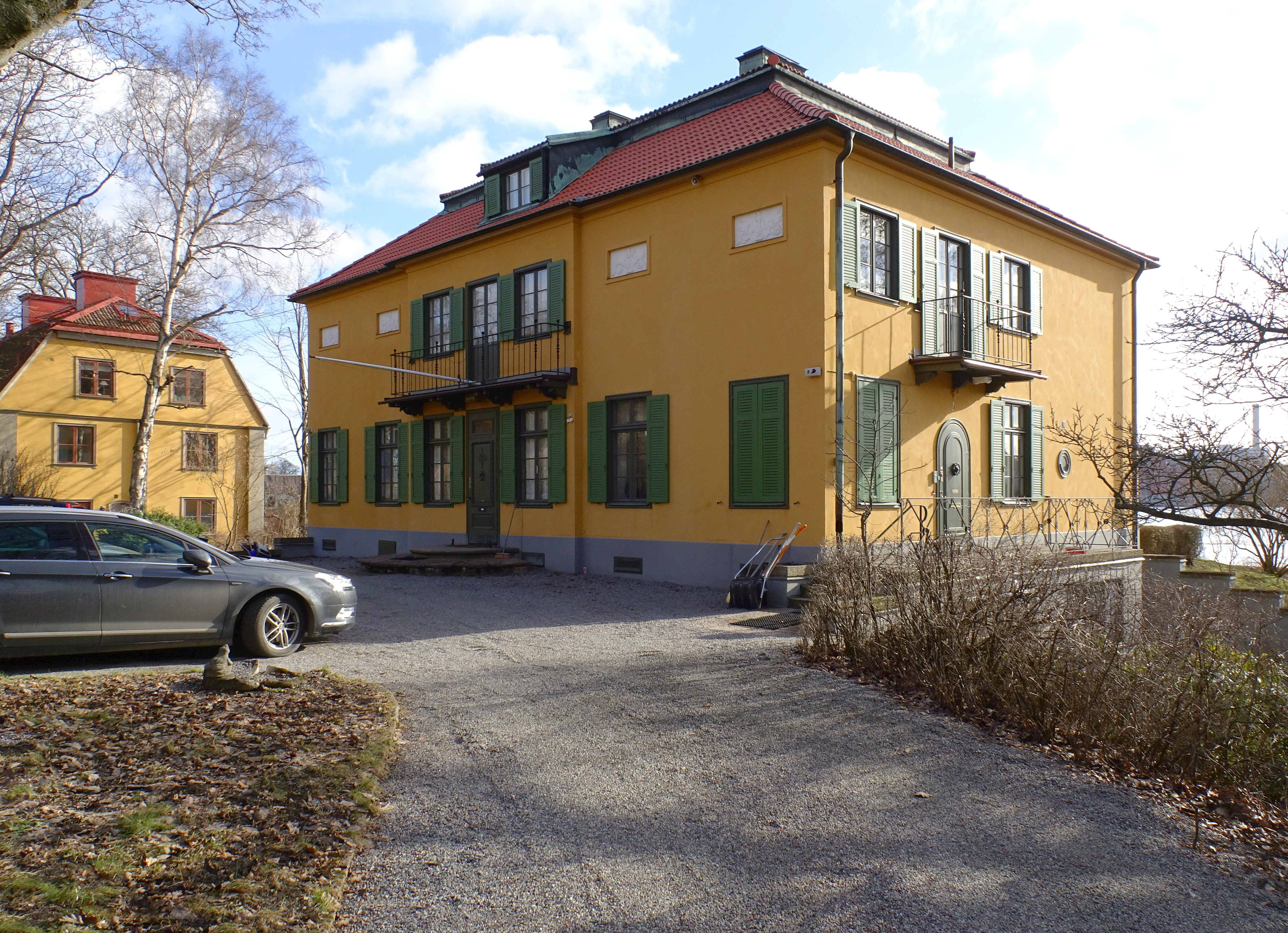
Lilla Rosenvik (närmast) med Alberget 4A i bakgrunden, mars 2017.

Lilla Rosenvik (även kallad Lettströms villa) är en villa i området Alberget vid Djurgårdsvägen 120 på Södra Djurgården i Stockholm. Villan uppfördes 1929 av storbyggmästaren Olle Engkvist efter ritningar av arkitekt Curt Björklund. Den är grönklassad av Stadsmuseet i Stockholm, vilket betyder att bebyggelsen är särskilt värdefull från historisk, kulturhistorisk, miljömässig eller konstnärlig synpunkt.

## Historik
Tomten var ursprungligen en del av Alberget 3 och ingick på 1850-talet i läkaren Magnus Martin af Pontins egendom Rosenvik. Han kallade sin huvudbyggnad, som var ett av arkitekt Fredrik Bloms flyttbara trähus, Stora Rosenvik. Byggnaden finns fortfarande kvar. 
Lilla Rosenvik byggdes 1929 efter ritningar av arkitekt Curt Björklund på uppdrag av finansmannen Harald Lettström.  Björklund ritade ett gulputsat stenhus i den för tiden typiska Nordiska klassicismen. Lettström bodde i villan fram till sin död 1967 och byggnaden kallades då Lettströms villa, men fick av senare ägare namnet Lilla Rosenvik. I Djurgårdsförvaltningens arkiv har fastigheten beteckningen Rosenvik 3C.

### Bilder

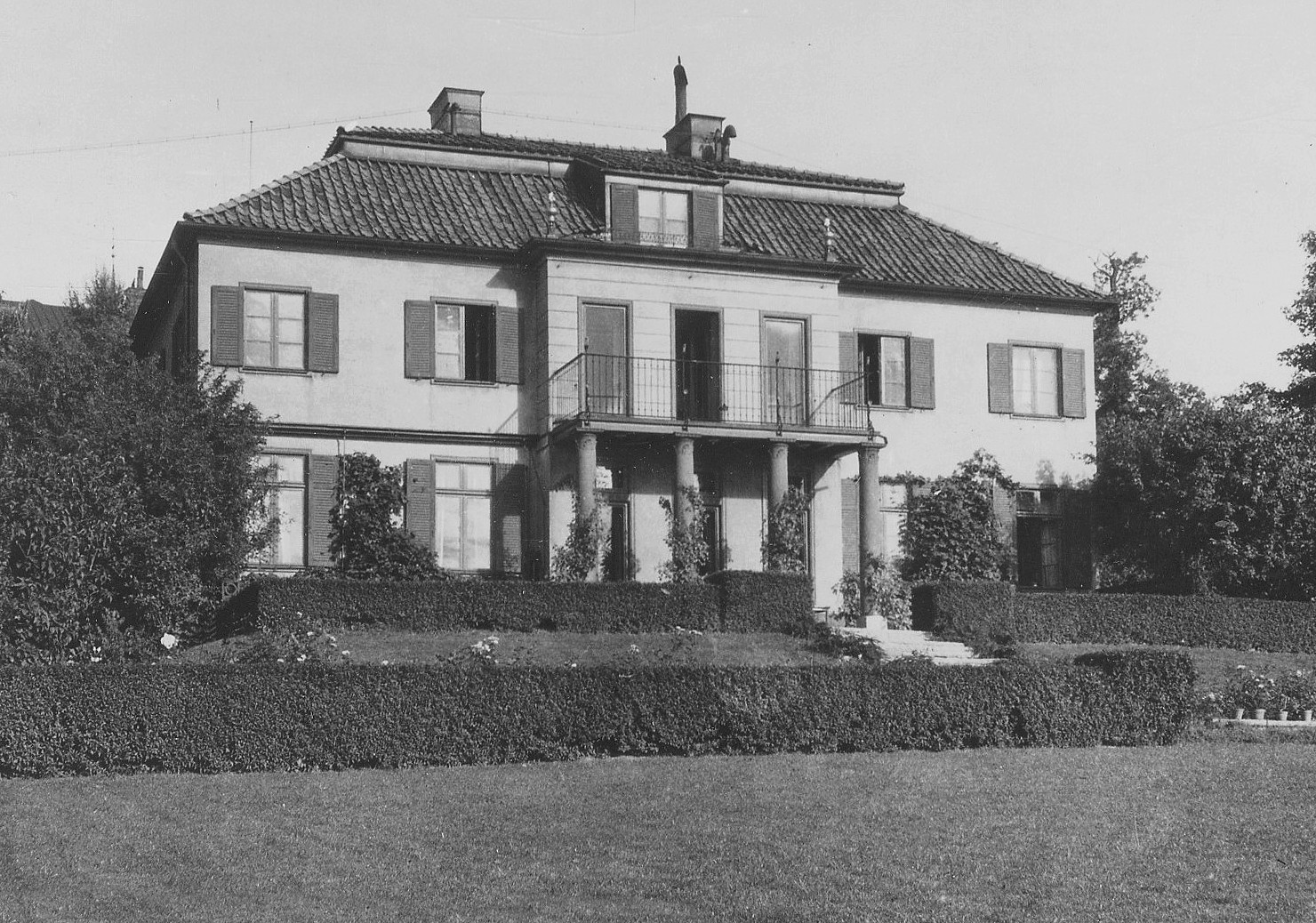
Lilla Rosenvik, fasad mot gården, 1946.
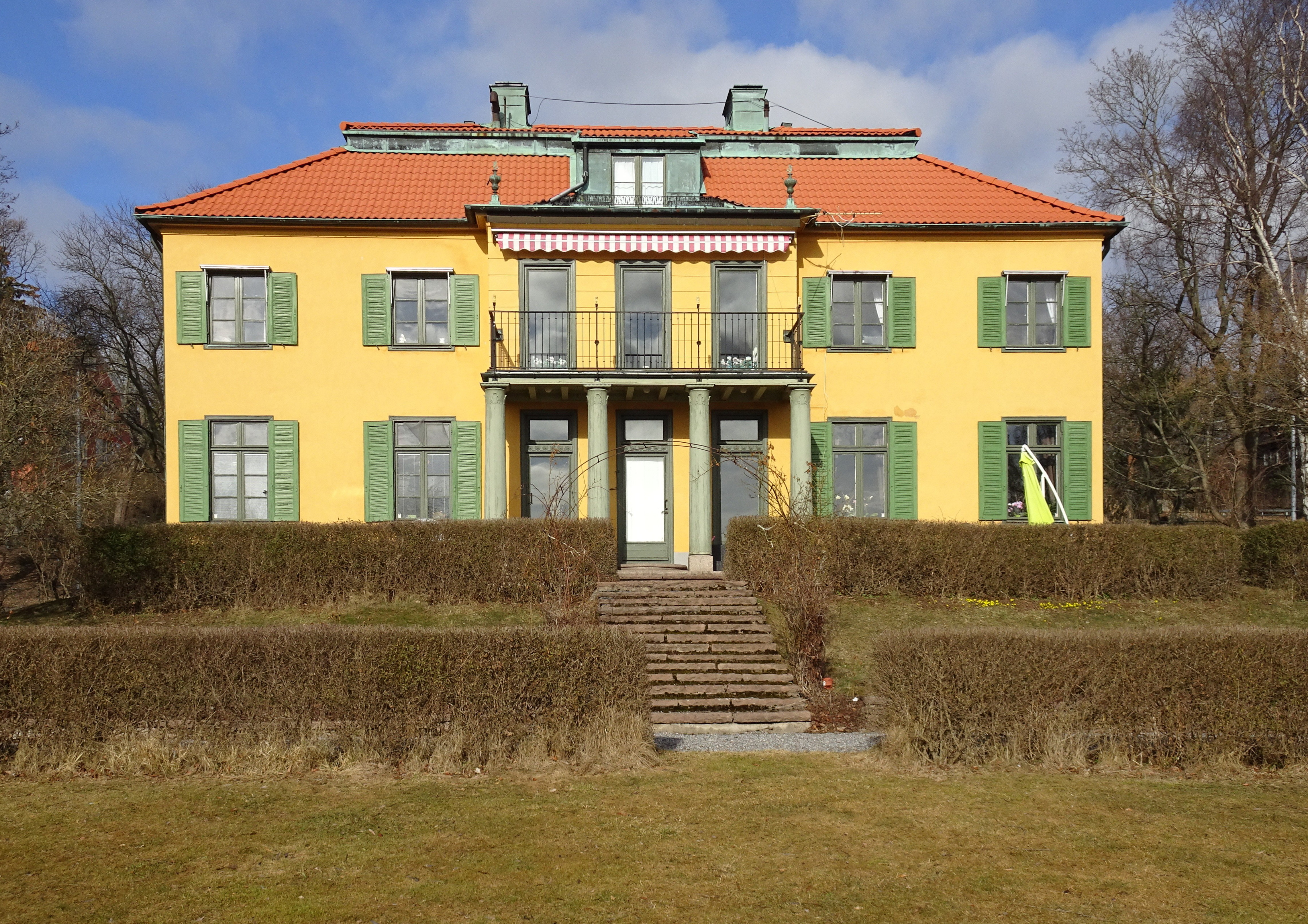
Lilla Rosenvik, fasad mot gården, 2017.
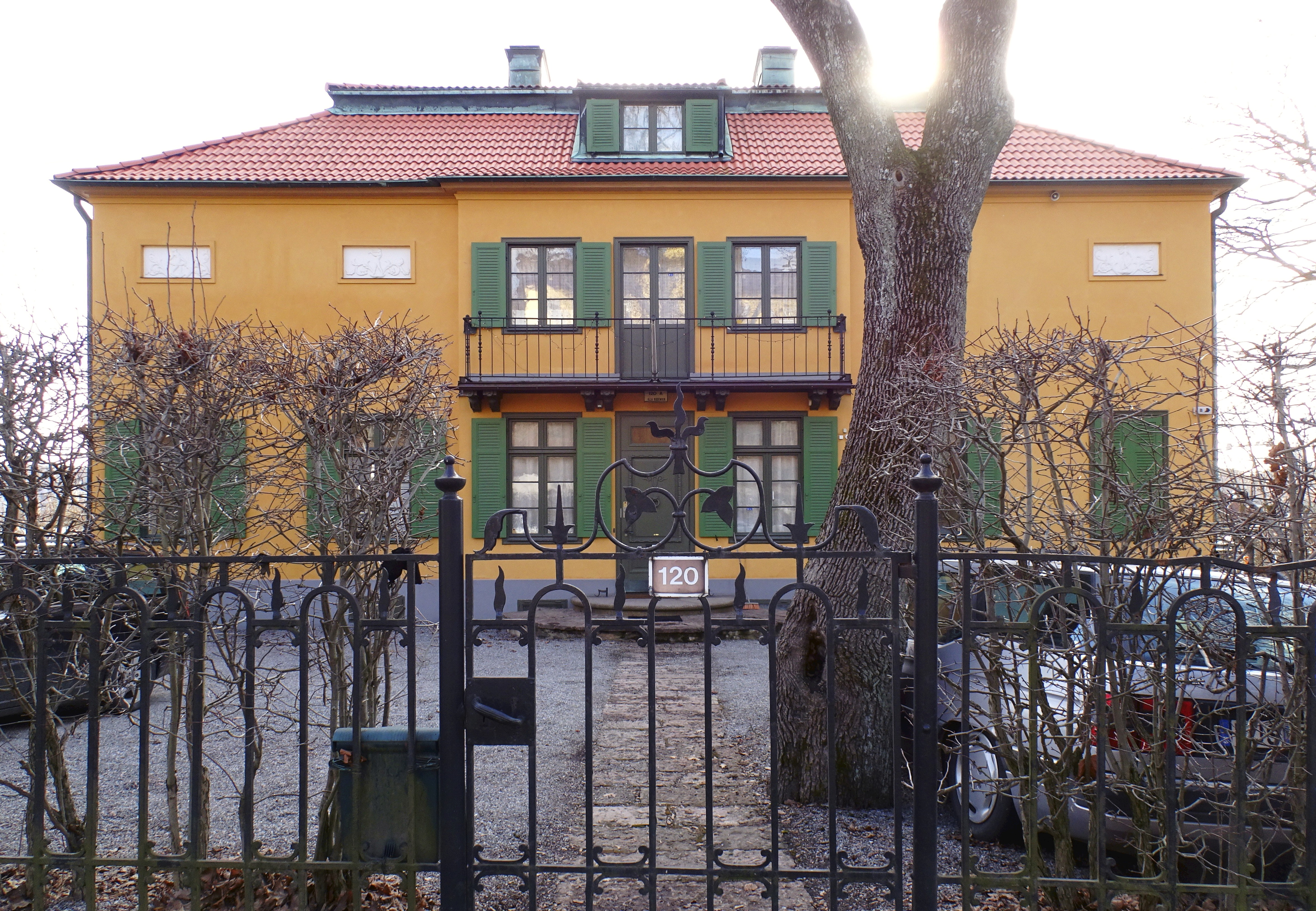
Lilla Rosenvik, fasad mot gatan, 2017.
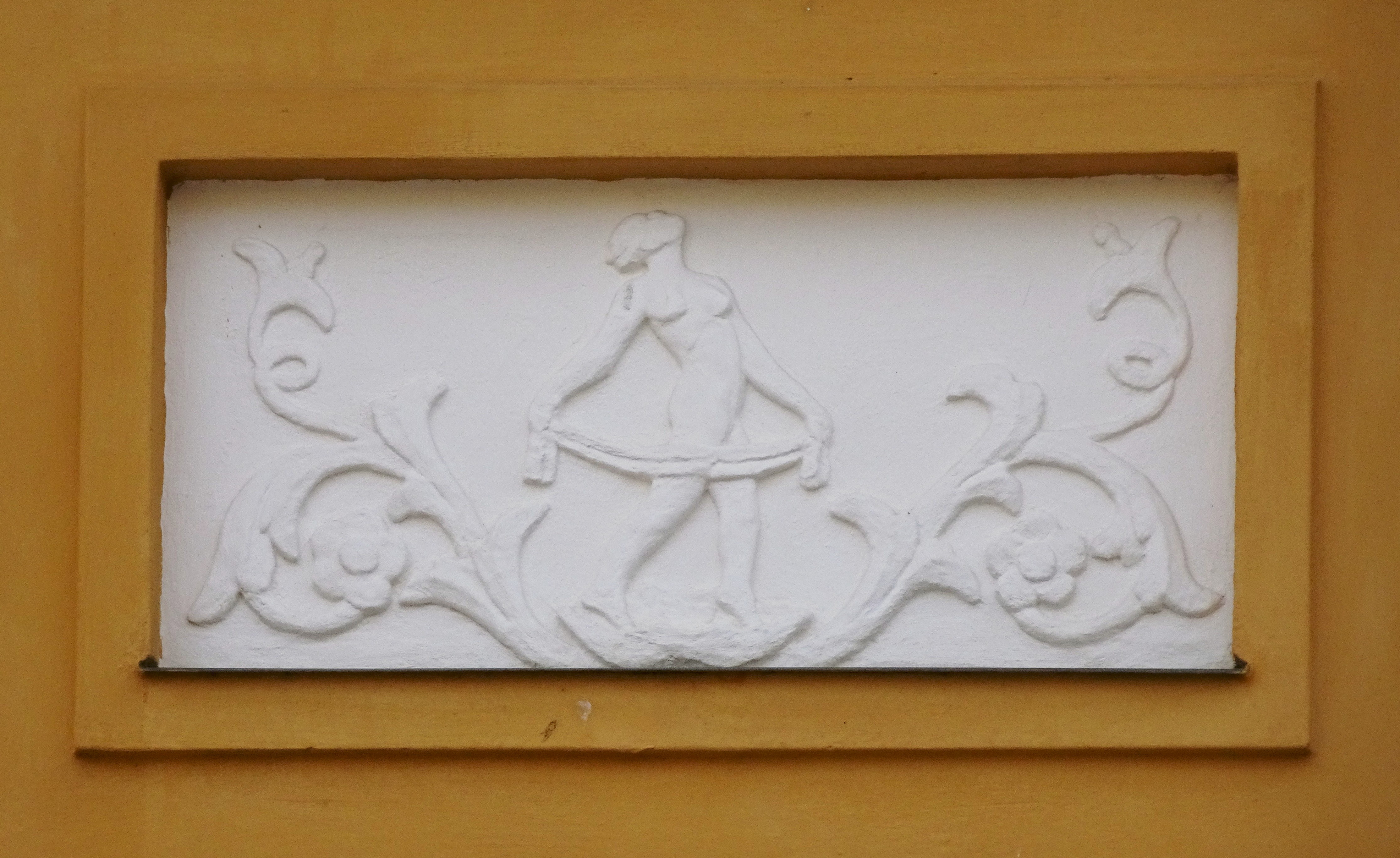
Fasadutsmyckning, ett av fyra reliefer.